# Gertrude Vanderbilt Whitney
Gertrude Vanderbilt Whitney (New York, 9 gennaio 1875 – New York, 18 aprile 1942) è stata una scultrice statunitense, mecenate e collezionista d'arte, fondatrice nel 1931 del Whitney Museum of American Art di New York. Era una figura di spicco della famiglia Vanderbilt e si sposò con un membro della famiglia Whitney.

## Biografia

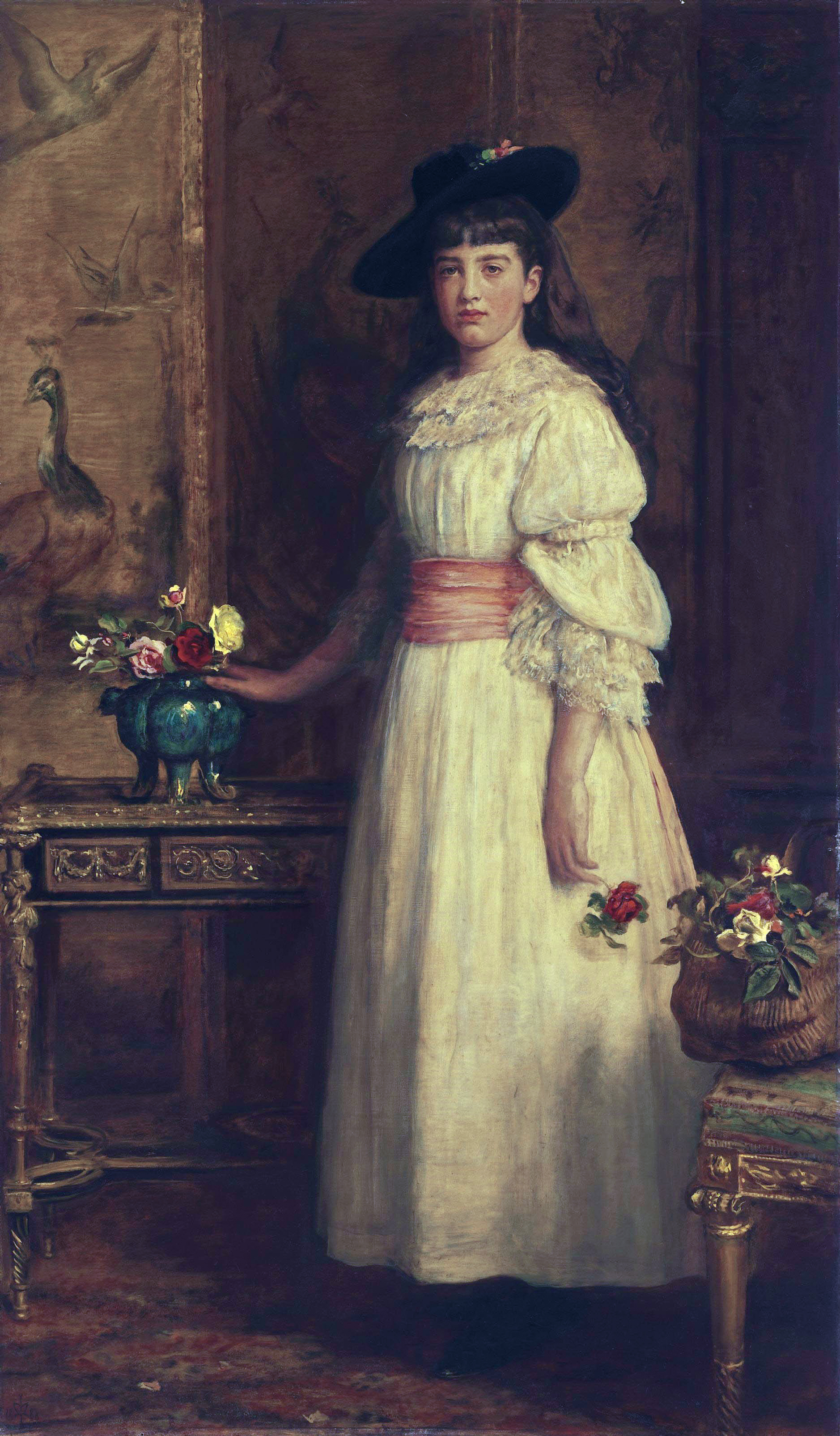
Gertrude Vanderbilt Whitney ritratta da John Everett Millais nel 1888

Gertrude, nata a New York era la figlia superstite di Cornelius Vanderbilt II (1843-1899) e Alice Claypoole Gwynne (1852-1934) e pronipote del Commodoro Cornelius Vanderbilt.
Gertrude passava le estati a Newport, nella villa di famiglia, The Breakers, dove rivaleggiava con i ragazzi in tutte le loro attività sportive. Educata da tutori privati e presso l'esclusiva Brearley School di New York, all'età di 21 anni si sposò con l'atleta, di famiglia molto facoltosa, Harry Payne Whitney (1872-1930).
Banchiere ed investitore, Whitney era il figlio di William C. Whitney, e sua madre era figlia di un magnate della Standard Oil Company. Harry Whitney aveva ereditato una fortuna in petrolio e tabacco, nonché interessi nel settore bancario. Gertrude Whitney e Harry ebbero tre figli,  Flora (1897),  Cornelius (1899), e Barbara (1903).
Mentre era in visita in Europa agli inizi del Novecento, Gertrude Whitney scoprì il fiorente mondo dell'arte di Montmartre e Montparnasse a Parigi. Ciò che vide la incoraggiò a perseguire la sua creatività e a diventare una scultrice.
In quanto tale, studiò all'Art Students League di New York e poi con Auguste Rodin a Parigi. Alla fine, mantenne due studi d'arte al Greenwich Village e a Passy, un quartiere alla moda di Parigi nel XVI arrondissement . Le sue opere ricevettero l'acclamazione della critica sia in Europa che negli Stati Uniti.
La sua grande ricchezza le consentì l'opportunità di diventare una mecenate delle arti, e si dedicò alla promozione della donna nell'arte. Fu la principale sostenitrice finanziaria di Guild Composer International, un'organizzazione creata per promuovere l'esecuzione della musica moderna.
Nel 1914, in una delle molte proprietà che i coniugi possedevano a Manhattan, Gertrude Whitney istituì il Whitney Studio Club al 8 West 8th Street nel Greenwich Village dove i giovani artisti potevano esporre le loro opere. Il luogo, nel tempo, sarebbe poi divenuto l'attuale Whitney Museum of American Art. Fu fondato nel 1931, a seguito del rifiuto da parte del Metropolitan Museum of Art di accogliere la sua offerta di donazione di una raccolta venticinquennale di opere di arte moderna.
Durante la prima guerra mondiale, Gertrude Whitney dedicò molto del suo tempo e denaro alle operazioni di soccorso, istituendo un ospedale per i soldati feriti a Neuilly-sur-Seine vicino a Parigi. Dopo la fine della guerra, si dedicò alla creazione di una serie di sculture commemorative.
Nel 1934, fu al centro di una battaglia giudiziaria molto pubblicizzata contro la cognata, Morgan-Gloria Vanderbilt, per la custodia della sua nipotina di dieci anni, Gloria Vanderbilt.
Gertrude Whitney morì nel 1942, a 67 anni, e fu sepolta accanto a suo marito nel Woodlawn Cemetery nel quartiere del Bronx a New York. Sua figlia Flora Whitney-Miller assunse le funzioni della madre, a capo del Whitney Museum.

## Opere (parziale)

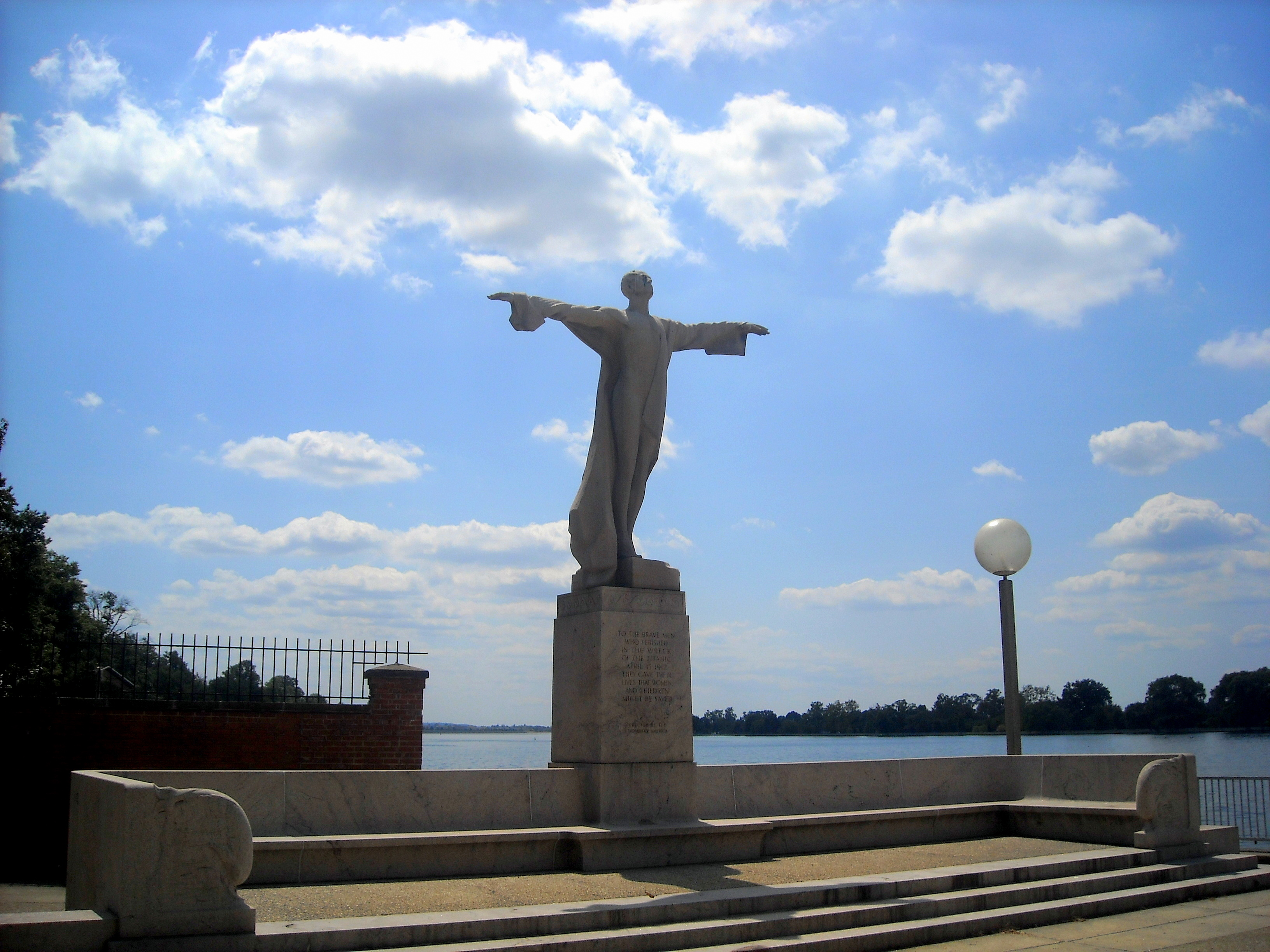
Memoriale del Titanic

- Memoriale a Cristoforo Colombo - Huelva, Spagna
- Fontana di El Dorado - originalmente a San Francisco, California, USA, ora a Lima, Perù
- Fontana Azteca - Washington, USA
- Memoriale del Titanic (Women's Titanic Memorial) - Washington, USA
- Statua di Buffalo Bill - Cody, Wyoming, USA
- Arco della Vittoria - Madison Square, New York, USA
- Statua di Peter Stuyvesant - New York, USA
- Tre Grazie - McGill University, Montréal, Québec, Canada
- World War I Memorial - Mitchell Square, New York, USA

## Nella cultura di massa
- Nel 1982, nella miniserie Gloria Vanderbilt (Little Gloria ... Happy At Last), la Whitney è stata interpretata dall'attrice Angela Lansbury, che si è guadagnata una nomination agli Emmy per la sua performance.
- L'opera di Gertrude Vanderbilt Whitney Memoriale del Titanic, viene citata nella celebre scena del film del 1997 Titanic, diretto da James Cameron, dove gli attori Kate Winslet e Leonardo DiCaprio sulla prora del transatlantico assumuno una posa simile a quella della scultura.
- Nel 1999, la nipote di Gertrude Whitney, Flora Miller Biddle, ha pubblicato un libro di memorie di famiglia dal titolo Whitney Women and the Museum They Made[2][3].